# Phytosciara ensifera
Phytosciara ensifera är en tvåvingeart som beskrevs av Heikki Hippa 1991. Phytosciara ensifera ingår i släktet Phytosciara och familjen sorgmyggor.
Artens utbredningsområde är Myanmar. Inga underarter finns listade i Catalogue of Life.